# Dagaanbieding
Een dagaanbieding (ook dagdeal of dagactie genoemd; Engels: daily deal, deal-of-the-day of flash sale) is een aanbieding in de vorm van e-commerce waarbij één product of dienst maximaal 24 uur voor een actieprijs wordt aangeboden. Webshops die aan dagacties doen worden dagaanbieders genoemd. Hieronder vallen zowel webwinkels die een enkele dagaanbieding voeren als webwinkels die daarnaast een volledig assortiment verkopen.

## Geschiedenis
De dagaanbieding als marketingstrategie op het internet werd in Amerika geïntroduceerd op 12 juli 2004, toen de 22-jarige Matt Rutledge uit Dallas met dit concept begon. Op zijn website Woot werd gedurende een etmaal een grasmaaimachine aangeboden voor een zeer scherpe prijs. Een jaar na deze eerste actie werd het concept in Nederland opgepikt door Joran Prinssen en Dennis Sanders. In september 2005 presenteerde het duo iBOOD.com (een afkorting van: Internet's Best Online Offer Daily).
Ruim een jaar na de start van iBOOD lanceerde Roderick Voerman de website 1DayFly.com. Twee jaar later introduceerde Andrew Mason een van de snelst groeiende internetbedrijven ooit: Groupon. Deze Amerikaanse coupongigant betrad in het voorjaar van 2010 ook de Nederlandse markt dankzij de overname van het Duitse MyCityDeal. In dezelfde periode lanceerde Paul Montagne het vergelijkbare GroupDeal.nl en zeven maanden later nam de Telegraaf Media Groep een aanzienlijk belang in deze website met dagaanbiedingen.
Het aanbod van dagaanbieders in Nederland blijft groeien, waarbij zowel bekende namen als nieuwelingen de markt hebben betreden.

## Het concept
Het dagaanbiedingenconcept houdt in dat retailers een product of dienst voor een actieprijs presenteren aan bezoekers van een webshop. Er zijn twee manieren waarop een dagaanbieder te werk kan gaan:
1. De dagaanbieder koopt een product in en verkoopt deze voor een bedrag dat aanzienlijk lager is dan adviesprijs. De aanbieder verkoopt elke dag, 24 of 36 uur lang, één product. De aandacht van de consument wordt getrokken door de korte looptijd van de actie en de gereduceerde prijs.
2. De dagaanbieder biedt een bedrijf de mogelijkheid om een product of dienst voor een speciale actieprijs op de website van de dagaanbieder te verkopen. In hun zoektocht naar meer naamsbekendheid, verkopen en omzet werken zowel grote bedrijven als lokale ondernemers samen met dagaanbieders. Vaak wordt vooraf een minimaal aantal kopers bepaald. Alleen als dit aantal wordt gehaald gaat de deal door.

## Marketing
Voor bedrijven die naast een volledig assortiment ook een dagaanbieding voeren is een dergelijke kortingsactie vaak een marketingstrategie. De aanbiedingen worden ingezet als een vorm van reclame, om meer bezoekers naar de webshop te leiden. De winst wordt niet gehaald uit de verkoop van de dagaanbieding, maar uit de daaruit voortvloeiende naamsbekendheid en verkoop van producten uit het standaardassortiment.
Voor dagaanbieders die elke dag één product verkopen is e-mailmarketing belangrijk. Via een digitale nieuwsbrief wordt de aanbieding elke dag onder de aandacht van potentiële kopers gebracht. In deze e-mail wordt de prijsstunt beschreven door middel van een commerciële tekst. Sociale media zoals Facebook en Twitter worden ook steeds vaker ingezet om prijsstunts te promoten en nieuwe fans en volgers te bereiken.

## Verzamelsites
Het groeiende aanbod van dagaanbiedingen heeft ertoe geleid dat er diverse aggregatie-sites zijn ontwikkeld. Op deze websites worden de dagacties verzameld en weergegeven. De bezoeker kan vaak zelf selecteren welke aanbiedingen getoond worden, afhankelijke van de interesse en woonplaats.

## Vooruitzichten
Het Centraal Bureau voor de Statistiek (CBS) stelde in 2010 vast dat Nederland binnen Europa tot de koplopers behoort als het om online winkelen gaat. In 2012 is de online omzet is ondanks de crisis met 9% gestegen ten opzichte van 2011 en het aantal online kopers nam toe met 400.000. De verwachting voor de groei van 2013 is 8%. Dat betekent een jaaromzet van 10,5 miljard euro. E-commercemodellen met dagacties hebben volgens een woordvoerder van het Thuiswinkel Waarborg een positief effect op de markt.